# Wolf-Dieter Ludwig

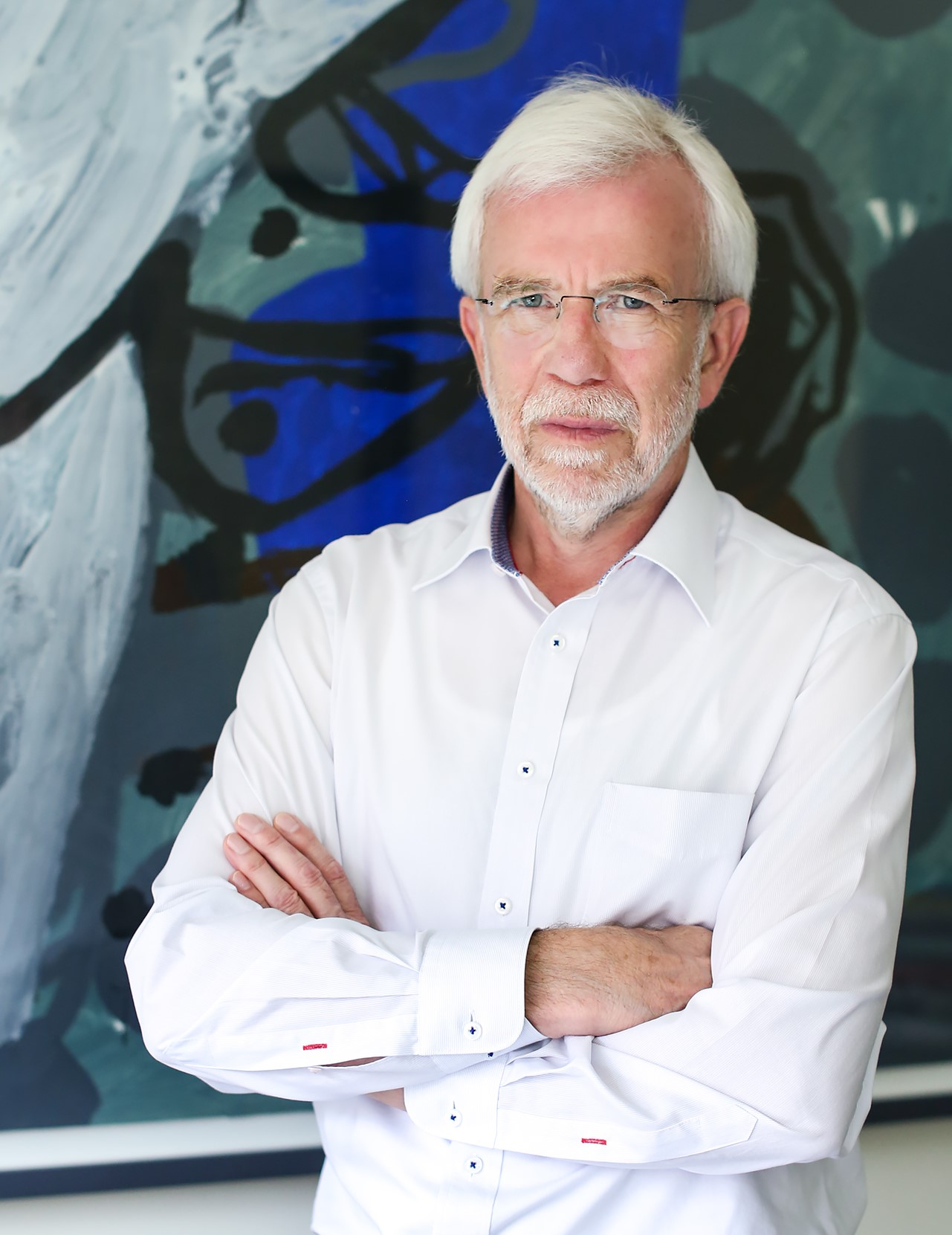
Wolf-Dieter Ludwig

Wolf-Dieter Ludwig (* 1952 in München) ist ein deutscher Facharzt für Innere Medizin und Pharmakologe, spezialisiert auf  Hämatologie, internistische Onkologie und Transfusionsmedizin. Er war von 2001 bis 2017 Leitender Arzt und Chefarzt am HELIOS Klinikum Berlin-Buch und ist Professor für Innere Medizin. Seit 1999 ist er Ordentliches Mitglied der  Arzneimittelkommission der deutschen Ärzteschaft, gehört seit 2000 dem Vorstand an und ist seit 2006 gewählter Vorstandsvorsitzender.

## Leben und Wirken
Wolf-Dieter Ludwig wurde in München geboren. Sein Vater war der bekannte Tenor Walther Ludwig. Die Familie wohnte in Berlin, weil ihn die Städtische Oper Berlin als Ersten Lyrischen Tenor verpflichtet hatte. Der Sohn legte hier 1971 an der Droste-Hülshoff-Oberschule in Berlin-Zehlendorf das Abitur ab. In Zehlendorf engagierte er sich im Fußballsport, errang mit den Junioren von Hertha Zehlendorf die deutsche Meisterschaft in der A-Jugend und nahm an der Aufstiegsrunde zur Bundesliga teil.
Nach dem Abitur begann er ein Studium der Humanmedizin in Löwen (Belgien), das er in Frankfurt am Main sowie in Innsbruck (Österreich) fortsetzte und in Berlin an der Freien Universität Berlin (FU) erfolgreich abschloss.
Sein Berufseinstieg erfolgte 1979 als wissenschaftlicher Mitarbeiter am Pharmakologischen Institut der FU in Berlin. 1981 wechselte er in das Universitätsklinikum Steglitz der FU Berlin in die Abteilung für Innere Medizin mit der Spezialisierung auf Hämatologie und Onkologie. Während dieser Zeit erstellte er seine Dissertation und promovierte 1982 an der FU Berlin zum Doktor der Medizin (Dr. med.).
1988 wurde er Oberarzt dieser Abteilung für Innere Medizin mit Spezialisierung auf Hämatologie und Onkologie des Universitätsklinikums Steglitz. In dieser Zeit entstand seine Habilitationsschrift, mit der er 1991 den akademischen Grad Dr. med. habil. sowie die Lehrberechtigung erworben hat.
Von 1993 bis 2001 war er Leitender Oberarzt und stellvertretender Direktor der Medizinischen Klinik mit Spezialisierung auf Hämatologie, Onkologie und Tumorimmunologie der Robert-Rössle-Klinik, Charité, Campus Berlin-Buch, Humboldt-Universität zu Berlin. 1994 erfolgte seine Berufung als C3-Professor für Innere Medizin (Hämatologie, Onkologie und Angewandte Molekularbiologie) im Fachbereich Universitätsklinikum Rudolf-Virchow, Bereich Berlin-Buch.
Im Jahr 2001 wechselte er in das HELIOS Klinikum Berlin-Buch, Robert-Rössle-Klinik, auf die Stelle als Leitender Arzt der Medizinischen Klinik (Hämatologie, Onkologie und Tumorimmunologie). Im Jahre 2006 wurde er zum Vorsitzenden der Arzneimittelkommission der deutschen Ärzteschaft gewählt und übt diese Tätigkeit nach mehrmaliger Wiederwahl für jeweils 3 Jahre (zuletzt Ende 2018) bis Ende 2021 aus.
Ab 2009 übernahm er hier die Stelle als Chefarzt der Klinik für Hämatologie, Onkologie, Tumorimmunologie und Palliativmedizin. In den Jahren 2017/2018 führte er an der Poliklinik am HELIOS Klinikum Berlin-Buch eine ambulante Tätigkeit aus, seit 2019 in der Schwerpunktpraxis Hämatologie und Onkologie in Berlin-Mitte.
Für 2022 wurde Ludwig die Ernst-von-Bergmann-Plakette zugesprochen. Für sein „außerordentliches Engagement zur unabhängigen Information und Bewertung von Arzneimitteln“ wurde Ludwig 2024 mit dem Bundesverdienst am Bande ausgezeichnet.

## Arbeitsschwerpunkte
Im klinischen Bereich ist Wolf-Dieter Ludwig auf eine Reihe von Schwerpunkten fokussiert: Akute Leukämien; maligne Lymphome; multiples Myelom; supportive Therapiestrategien bei hämatologischen Neoplasien; Anwendung von Blutprodukten (Hämotherapie); rationale Pharmakotherapie in der Hämatologie/internistischen Onkologie; Vermeidung von Übertherapie am Lebensende sowie Präzisionsmedizin.
Seine wissenschaftlichen Arbeiten konzentrieren sich auf die Charakterisierung zellbiologischer Merkmale akuter Leukämien (Immunphänotyp, molekulargenetische Veränderungen) als Grundlage für Risiko-adaptierte Therapieentscheidungen, die Regulation von Apoptose und Genexpressionsanalysen in akuten Leukämien, die Arzneimitteltherapiesicherheit sowie den Umgang mit Interessenkonflikten in der Medizin.

## Mitgliedschaften und Funktionen (Auswahl)
- seit 1988 Mitglied verschiedener nationaler und internationaler Fachgesellschaften wie Deutsche Gesellschaft für Hämatologie und Onkologie; Deutsche Gesellschaft für Immunologie; Deutsche Gesellschaft für pädiatrische Onkologie; European Hematology Association; American Society of Hematology u. a.
- seit 1991 Mitarbeiter des unabhängigen Informationsblattes „Der Arzneimittelbrief“, seit 1996 Mitglied der Schriftleitung und seit 2006 Mitherausgeber
- 1999–2006 Mitglied des Arbeitskreises Blut, Untergruppe „Bewertung Blutassoziierter Krankheitserreger“ am Paul-Ehrlich-Institut in Langen
- 2003–2005 Vorsitzender der Expertengruppe Off-Label am Bundesinstitut für Arzneimittel und Medizinprodukte
- seit 2006 Fachredakteur für das Gebiet „Innere Medizin, Hämatologie und Arzneimitteltherapie“ der medizinisch-wissenschaftlichen Redaktion des Deutschen Ärzteblattes
- seit 2006 gewählter Vorsitzender der Arzneimittelkommission der deutschen Ärzteschaft in Berlin
- von 2013 bis 2022 Mitglied des Management-Board der Europäischen Arzneimittelbehörde (EMA) als Vertreter der europäischen Ärzteschaft
- von 2016 bis Ende 2024 (Auflösung der Institution) Mitglied des wissenschaftlichen Beirats des Ärztlichen Zentrums für Qualität in der Medizin (ÄZQ) und
- seit 2017 Mitherausgeber des jährlich erscheinenden Arzneiverordnungs-Reports im Springer-Verlag
- seit 2018 Mitglied des wissenschaftlichen Beirats zum Rx-Trendbericht (ZI)
- seit 2020 Vorsitzender der „Pharmaceutical Group“ im Ständigen Ausschuss der Europäischen Ärzte (Comité Permanent des Médecins Européens, CPME)

## Publikationen (Auswahl)
- Klaus Lieb, David Klemperer, Wolf-Dieter Ludwig (Hrsg.): Interessenkonflikte in der Medizin. Hintergründe und Lösungsmöglichkeiten. Springer-Verlag, Berlin; Heidelberg 2011.
- Wolf-Dieter Ludwig mit Beitrag von Stanislava Dicheva-Radev: Versorgungsfokus Onkologie. Pro Generika, Berlin 2019.